# El Pinar de El Hierro
El Pinar de El Hierro is een gemeente in de Spaanse provincie Santa Cruz de Tenerife in de regio Canarische Eilanden met een oppervlakte van 83 km². El Pinar de El Hierro telt 1.743 inwoners (1 januari 2016). De gemeente ligt op het eiland El Hierro.

## Geschiedenis
Op 15 september 2007 ontstond de gemeente El Pinar de El Hierro door afsplitsing van de gemeente Frontera.
El Pinar de El Hierro · La Frontera · Valverde